# Třída Warrior
Třída Warrior byla třída pancéřových fregat britského královského námořnictva. Postaveny byly dvě jednotky, které byly ve službě v letech 1861–1918. Od roku 1880 byly oficiálně klasifikovány jako pancéřové křižníky. Prototypové plavidlo HMS Warrior bylo zachováno jako muzejní loď. Byly to první postavené pancéřované válečné lodě a zároveň největší válečné lodě své doby.

## Stavba
Stavba dvou jednotek této třídy byla objednána roku 1859. Byla to odpověď na francouzské pancéřové fregaty třídy La Gloire. Stavba proběhla v letech 1859–1862.
Jednotky třídy Warrior:
| Jméno        | Loděnice                                                | Založení kýlu   | Spuštěna          | Vstup do služby | Poznámka |
| ------------ | ------------------------------------------------------- | --------------- | ----------------- | --------------- | --- |
| Warrior      | Thames Ironworks and Shipbuilding Co., Londýn-Blackwall | 25. května 1859 | 29. prosince 1860 | 24. října 1861  | Od roku 1875 v rezervě. Vyřazena 1883. Od roku 1902 depotní loď. Roku 1904 přejmenována na Vernon III. Ve 20. letech upravena na plovoucí cisternu. Od roku 1987 přístupná jako na muzejní loď. |
| Black Prince | Robert Napier and Sons, Glasgow-Govan                   | 12. října 1859  | 27. února 1861    | 12. září 1862   | Vyřazena 1896. Od roku 1899 stacionární cvičná loď. Roku 1903 přejmenována na Emerald a roku 1910 na Impregnable III. Roku 1923 prodána do šrotu.                                               |

## Konstrukce

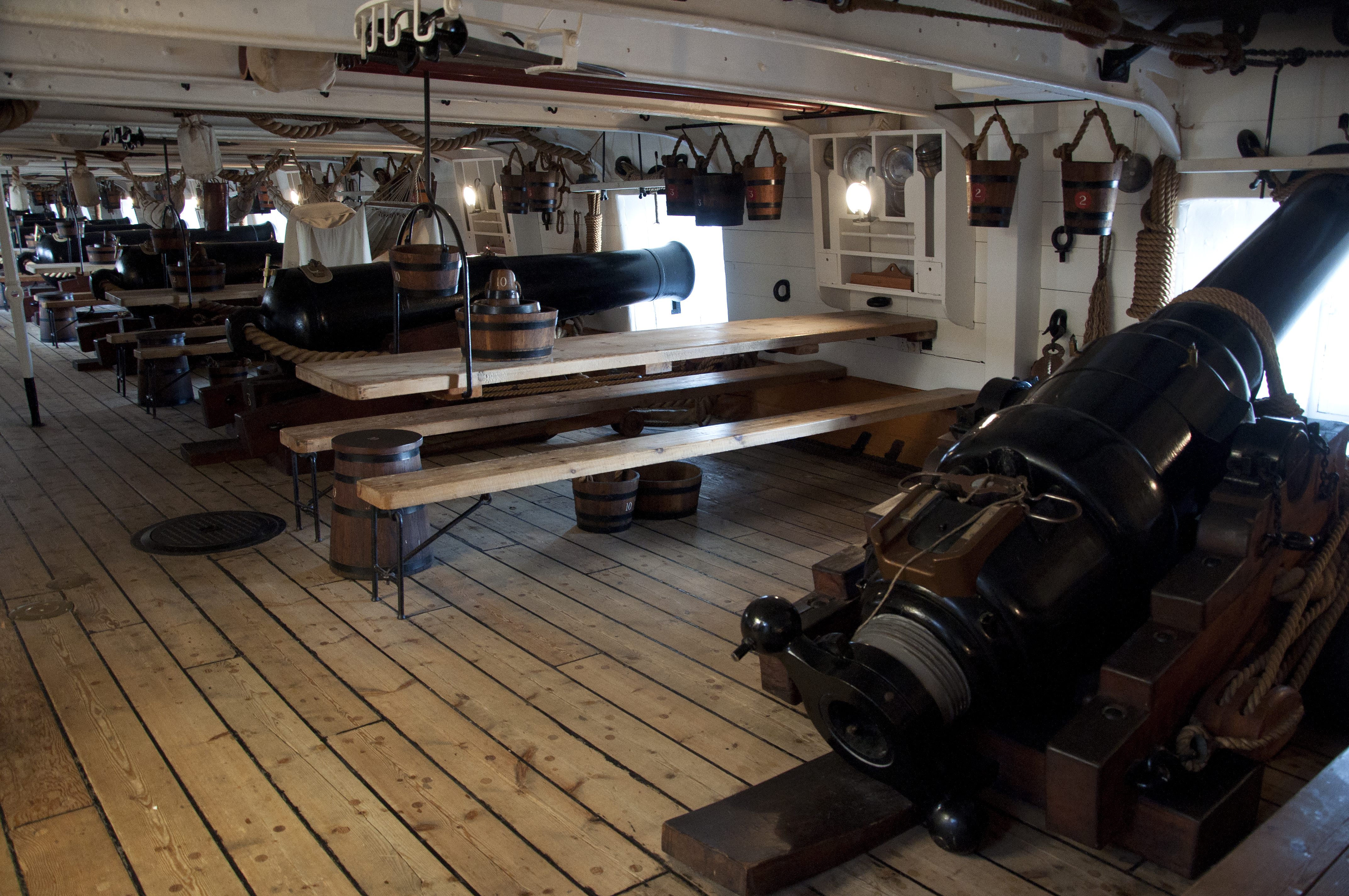
Výzbroj na dělové palubě

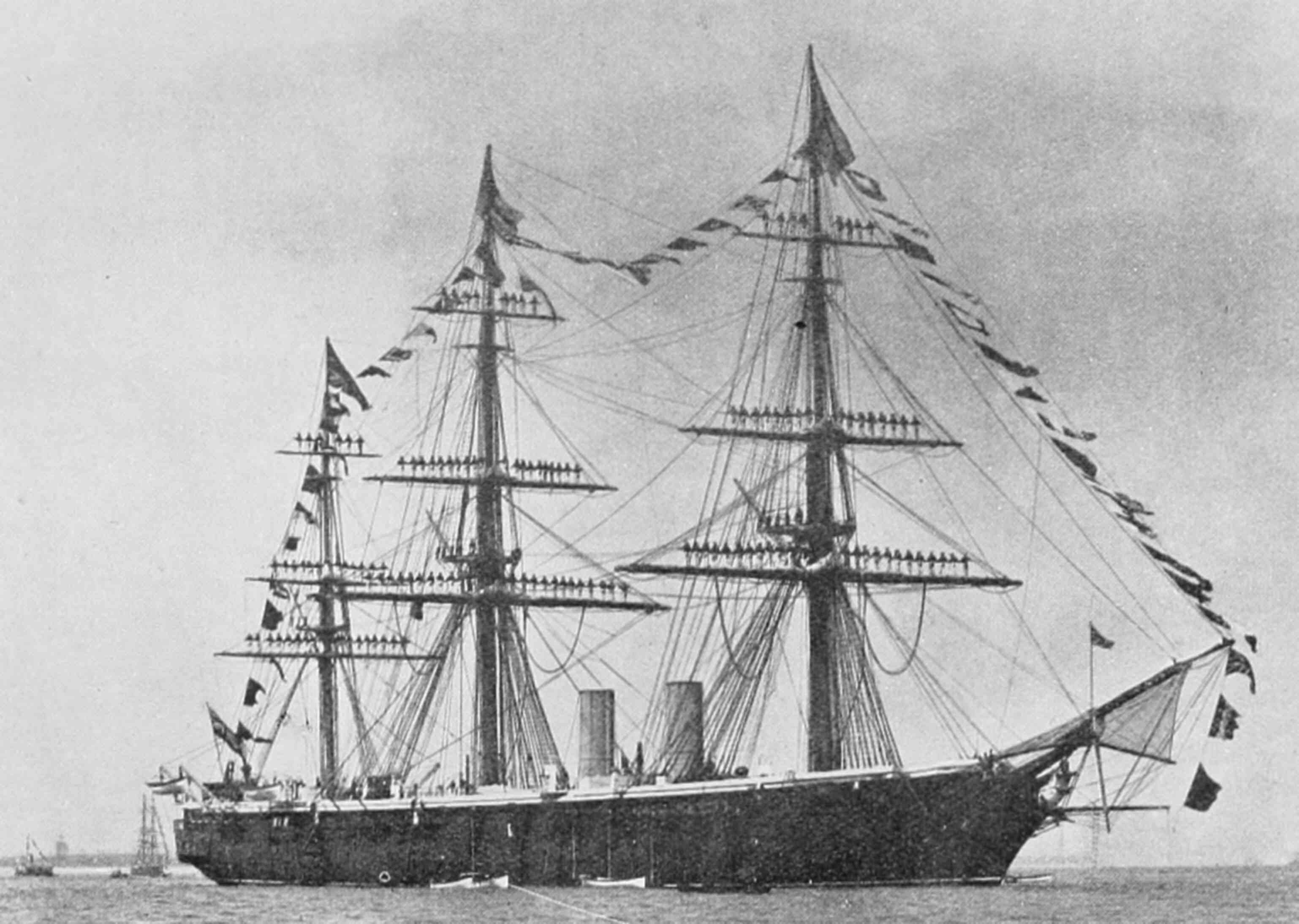
Black Prince

Plavidlo mělo dřevěný trup pokrytý zhruba na polovině své délky 114mm železnými pláty. Dlouhý a štíhlý trup umožňoval dosažení vyšší rychlosti, ale na druhou stranu byly fregaty méně obratné. Byl rozdělen do 92 vodotěsných sekcí, z nichž 57 mělo navíc dvojité dno. Výzbroj po dokončení představovalo deset 10liberních (178 mm) zadovek systému Armstrong,dvacet šest 68liberních (206 mm) předovek s hladkou hlavní a čtyři 70liberní kanóny. Kanóny byly soustředěny do baterií na bocích trupu.
Pohonný systém tvořilo deset kotlů a parní stroj o výkonu 5267 hp, pohánějící jeden lodní šroub. Nejvyšší rychlost dosahovala 14 uzlů. Fregaty navíc měly tři stěžně a plné oplachtění s plochou 4497 metrů2. Black Prince s plachtami plul rychlostí až 11 uzlů. Při kombinaci parního stroje a plachet bylo rekordem 17 uzlů.

### Modernizace
V letech 1867–1868 byly fregaty přezbrojeny. Novou výzbroj tvořily čtyři 203mm kanóny, dvacet osm 178mm kanónů (Black Prince pouze dvacet čtyři) a čtyři 20liberní kanóny.